# Androctonus tigrai
Espèce
Androctonus tigrai est une espèce de scorpions de la famille des Buthidae.

## Distribution
Cette espèce est endémique du Tigré en Éthiopie.

## Description
Le mâle holotype mesure 65,3 mm.

## Étymologie
Son nom d'espèce lui a été donné en référence au lieu de sa découverte, le Tigré.

## Publication originale
- Lourenço, Rossi & Sadine, 2015 : « New data on the genus Androctonus Ehrenberg, 1828 (Scorpiones, Buthidae), with the description of a new species from Ethiopia. » Aracnida - Rivista Arachnologica Italiana, vol. 5, p. 11-19.